# ブルージオ橋

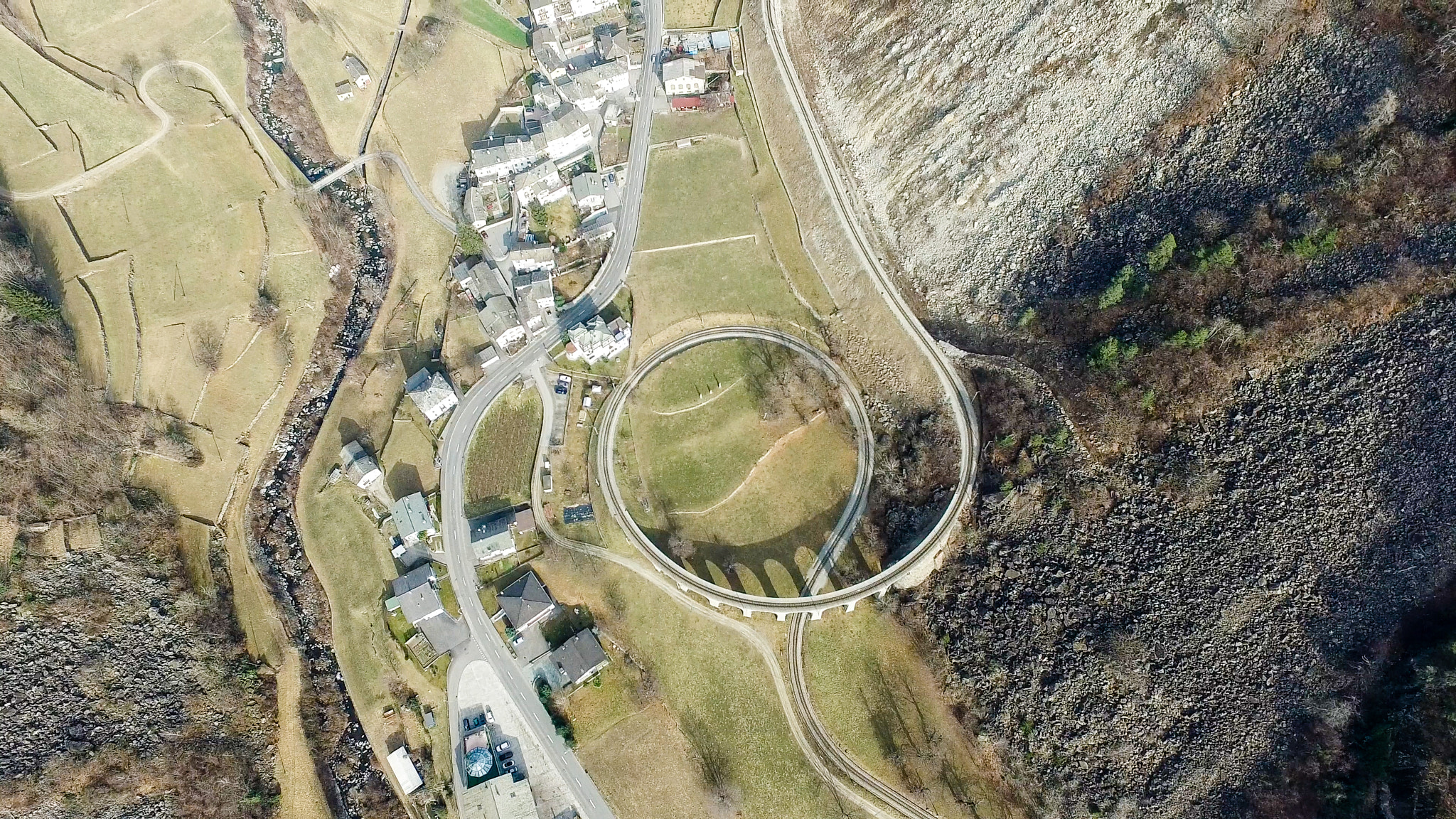
上空より（2016年撮影）

ブルージオ橋は、レーティッシュ鉄道 ベルニナ線に存在する現役鉄道橋である。

## 名称
レーティッシュ鉄道のドイツ語刊行物ひとつをとってみても、或るページでは des Kreisviadukts von Brusio 、別のページでは Kreisviadukt Brusioであったりと表記揺れが見られる。これを直訳すればブルージオループ高架橋となる。
日本ではブルジオ / ブルージオ(の)高架橋、ループ橋、オープンループ橋などと表記されるが、本項ではレーティッシュ鉄道およびスイス政府観光局日本語版ホームページに基く表記を採用する。

## 形状
急斜面を解決する方法の1つであるループ線を、トンネルを掘削せずに実現した、鉄道としては非常に珍しい構造物である。
ユネスコが登録する文化遺産「レーティッシュ鉄道アルブラ線・ベルニナ線と周辺の景観」 の建築群に含まれ、その特徴的な外観によってベルニナ線を代表する景観の1つとして知られる。事実、レーティッシュ鉄道の公式ホームページやパンフレット類では、ベルニナ線およびベルニナ急行を示すアイコンとして当橋を意匠化したループマークが採用されており、同鉄道アルブラ線におけるラントヴァッサー橋・ソリス橋と同様の存在といえる。
全長 142.8m (110mとする文献もある)。70パーミルの急勾配、かつ、急曲線を描く。
余談ではあるが、構造部のみに注目すると橋梁は約120度旋回するスロープを形成し、残り半周以上の道床は実際のところ築堤および地表上にある。

## 歴史
- 1908年 7月1日 ベルニナ鉄道、ポスキアーヴォ - ティラーノ間を完成。
- 1910年 7月5日 全線開業。
- 1942年 1月1日 ベルニナ鉄道、運営管理をレーティッシュ鉄道(RhB)に移管。
- 1943年 1月1日 （書面上の日付に基く）ベルニナ鉄道の吸収合併に伴い、所有者がレーティッシュ鉄道となる。
- 2008年 12月14日 当橋付近にて岩壁が崩落し、落下した岩により道床や架線設備に深刻な被害が発生。111日間にわたり、ポスキアーヴォ - ティラーノ間が区間運休[2]。
- 2009年 4月 運休区間の営業再開。
- 2010年 ベルニナ線開業100周年間。スイス国鉄(SBB)にて当橋をデザインしたラッピング列車が走行したほか、ループ中央部への特別装飾[4]、セレモニーが実施された[5]。
- 2011年 3月中旬 - 10月中旬 経年劣化対策として夜間補強工事実施。上部80cmの範囲で完全に更新した他、雨樋を両側面に追加したことで外観が若干変化した[6]。
- 2013年 1月8日・9日 再び崩落が発生するも、各種対策が功を奏し、2月17日には運転再開に至る。

## 映像作品
- 世界の車窓から  (イタリア・スイス・フランス編) No.7418 2007年12月21日放送[7]
- 三和酒類 2008年 「いいちこ」のCM「ベルニナ篇」に登場する[8]。
- 野村不動産　2016年「PROUD」CM  （TVオンエア版には採用されていないが、YouTubeで公開されているメイキング映像に登場する）